# Teološka fakulteta enota v Mariboru
Teološka fakulteta enota v Mariboru je dislocirana enota Teološke fakultete Univerze v Ljubljani, ki ima svoj sedež v Mariboru. Svoje prostore ima v Andreanumu, ima pa tudi zelo bogato teološko knjižnico.

## Prodekani - vodje enote v Mariboru
- Vekoslav Grmič (1969-74)
- Stanko Ojnik (1974-78 in 1985-91)
- Franc Plemenitaš (1978-80)
- Stanko Janežič (1980-85)
- Vinko Potočnik (1991-99; v. d. 2001; 2004-08)
- Ivan Janez Štuhec (1999-2004)
- Avguštin Lah (2008-)